# M/Y Ofelia

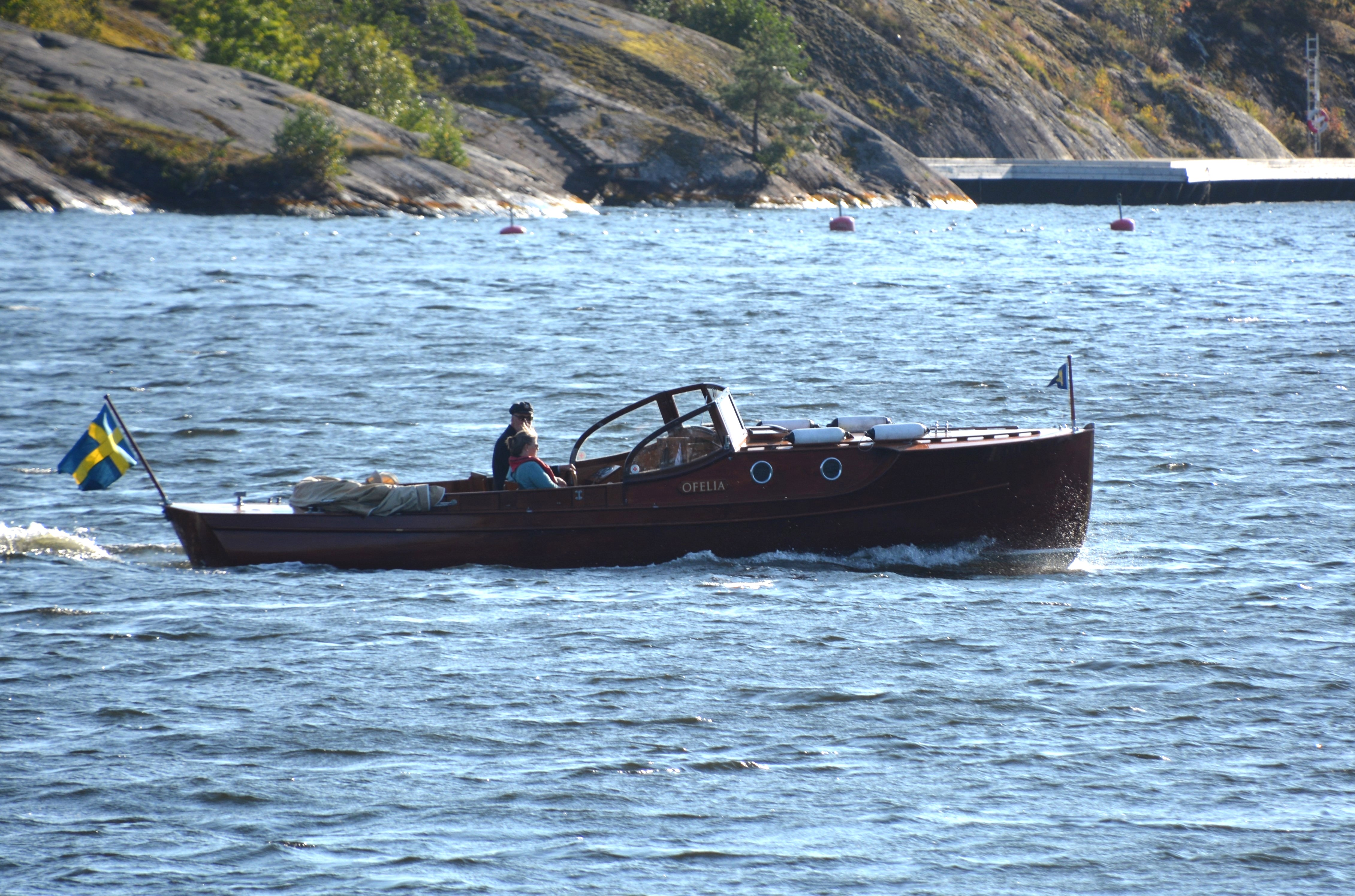
M/Y Ofelia i Mälaren

M/Y Ofelia är en svensk K-märkt ruffad 8,30 meter lång fritidsmotorbåt, som ritades av Ruben Östlund och byggdes 1931.
Ofelia är byggd i mahogny, ek och oregon pine. 